# St.-Georg-Kirche (Nortmoor)

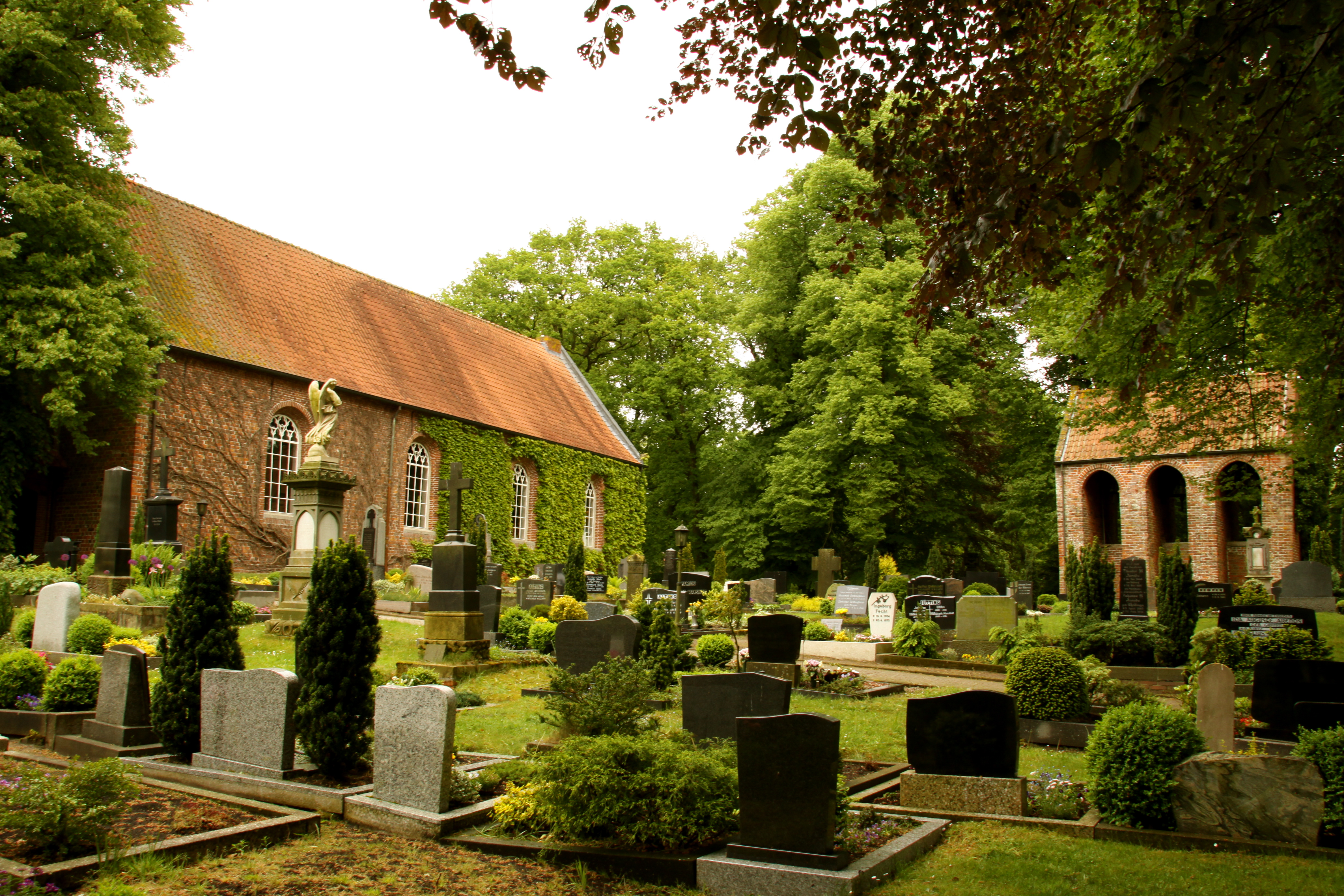
Lutherische Kirche in Nortmoor

Die evangelisch-lutherische St.-Georg-Kirche in Nortmoor, Samtgemeinde Jümme (Ostfriesland), wurde 1751 als barocke Saalkirche erbaut. Die Kirchengemeinde gehört zum Kirchenkreis Emden-Leer im Sprengel Ostfriesland-Ems der Evangelisch-lutherischen Landeskirche Hannover.

## Gemeinde

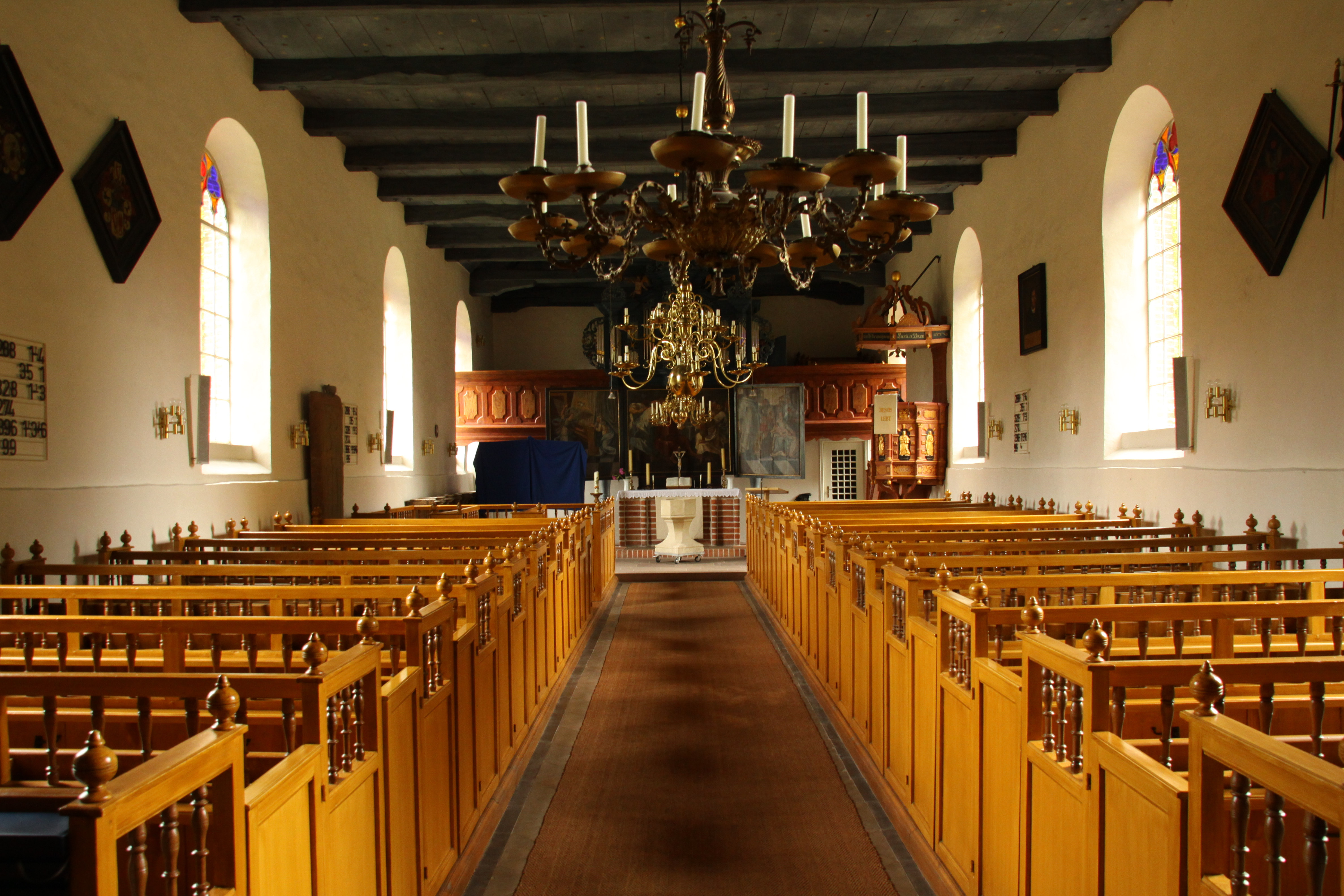
Blick in das Kirchenschiff

Die Kirchengemeinde gehört zum Kirchenkreis Emden-Leer im Sprengel Ostfriesland-Ems der Evangelisch-lutherischen Landeskirche Hannover. Im Mittelalter zog das Dorf vom Hammrich aufgrund der zunehmenden Feuchtigkeit des Bodens weiter nördlich auf die Geest. Der erste Pfarrer ist 1436 nachweisbar. Mit der Reformation wechselte die Kirchengemeinde zunächst zum calvinistischen reformierten, anschließend zum lutherischen Bekenntnis.

## Kirchengebäude

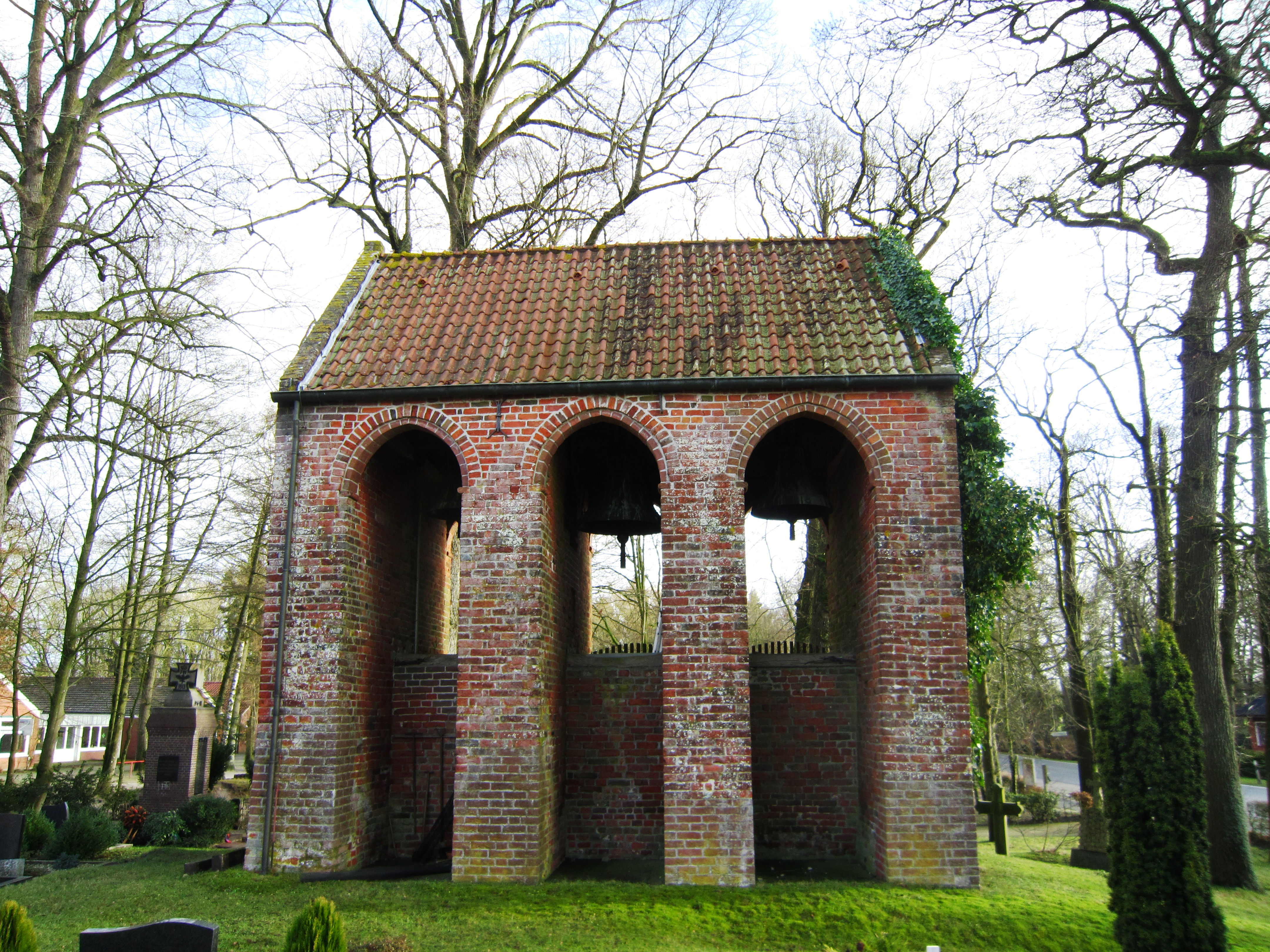
Parallelmauer-Glockenstuhl mit leicht gespitzten Bögen

Die heutige Kirche mit großen Bogenfenstern wurde im Jahr 1751 errichtet, überwiegend aus den großformatigen Backsteinen des mittelalterlichen Vorgängerbaus, vermutlich einer Kreuzkirche. Im westlichen Vorbau sind noch Reste vom spätgotischen Maßwerk zu finden, die aus dem Kloster Barthe stammen. Ungewöhnlich ist die Position der Orgelempore, hinter dem Altar. Aus dem 13. Jahrhundert erhalten ist der freistehende Glockenstuhl des Parallelmauertyps im Süden der Kirche. Eine Besonderheit des Nortmoorer Glockenstuhls sind die frühgotischen Spitzbögen über den Klangarkaden. Andere derartige Glockenstühle haben an diesen Stellen Rundbögen, auch wenn sie in der Zeit der Gotik errichtet wurden. Eine der drei Glocken stammt noch aus der Bauzeit des gemauerten Glockenstuhls. Die zweite Glocke wurde 1509 von Bertolt Klingke (Klinghe) gegossen.

## Ausstattung

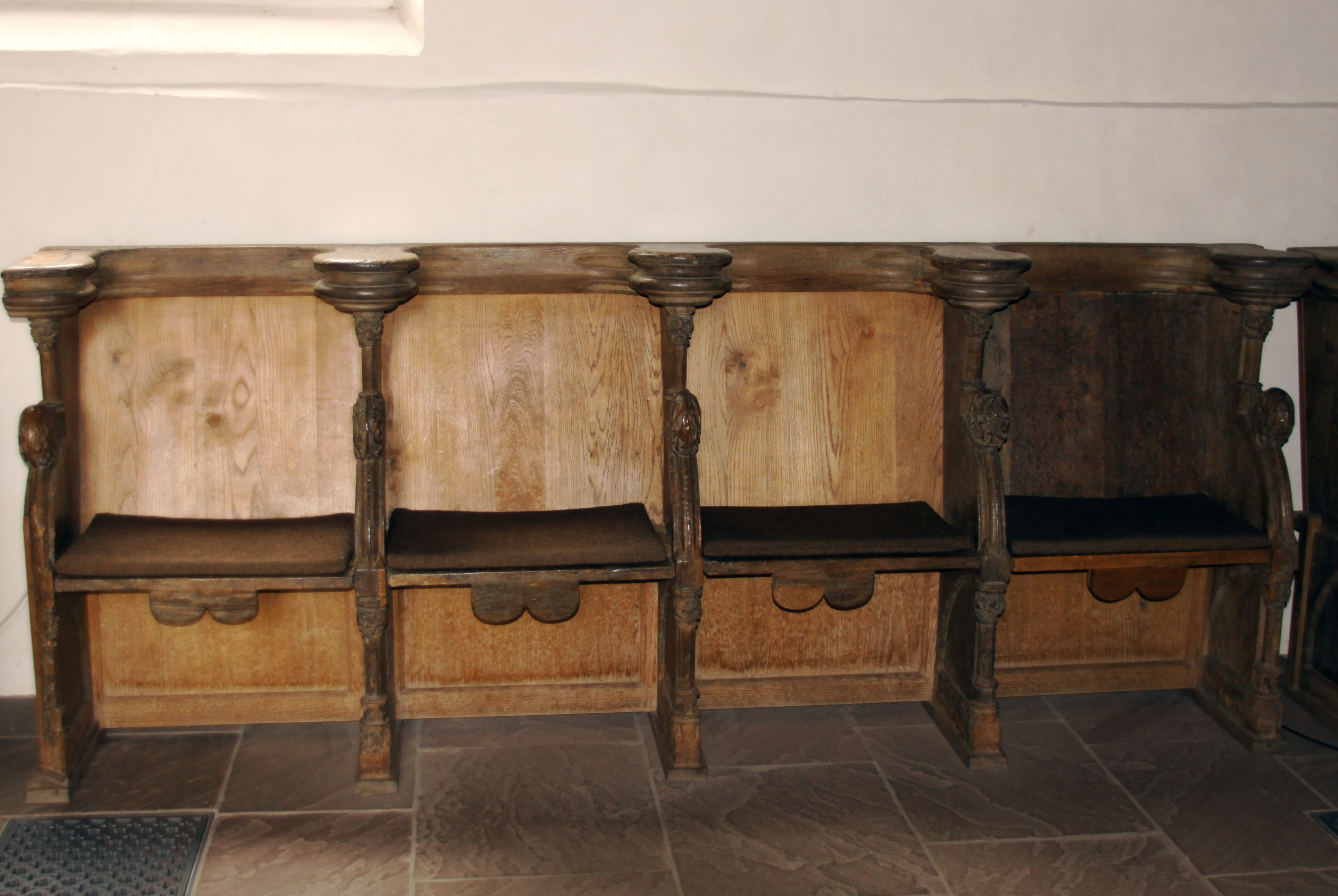
Spätgotisches Chorgestühl

Der Innenraum wird von einer flachen Balkendecke abgeschlossen. Vor der Ostwand befindet sich die Orgelempore, die mit dem Altar eine Einheit bildet. Der Flügelaltar wurde im Jahr 1662 geschaffen und spiegelt flämische Einflüsse wider. Im Mittelfeld des Triptychons ist in schlichter Manier die Abendmahlsszene dargestellt, links die Geburtsankündigung, rechts die Anbetung der Könige. Auf dem Altar befinden sich zwei bronzene Leuchter aus dem Zeitalter des Barock. Noch aus dem Hochmittelalter stammt ein trapezförmiger Sargdeckel mit einem Keulenkreuz. Die Kanzel von Tönnies Mahler datiert von 1652 und ist mit Ecksäulen und geschnitzten Evangelistendarstellungen in den Rundbögen versehen. Der schlichte Taufstein aus dem 16. Jahrhundert weist eine achteckige Form auf. Einer der drei Messingkronleuchter trägt die Jahreszahl 1665.
Aus dem Kloster Barthe sollen die Reste des spätgotischen Chorgestühls mit Schnitzwerk stammen (um 1500), das vorne links aufgestellt ist. Das Kirchengestühl mit Traljengitter und kugelförmigen Holzknäufen stammt aus dem Baujahr der Kirche.

## Orgel

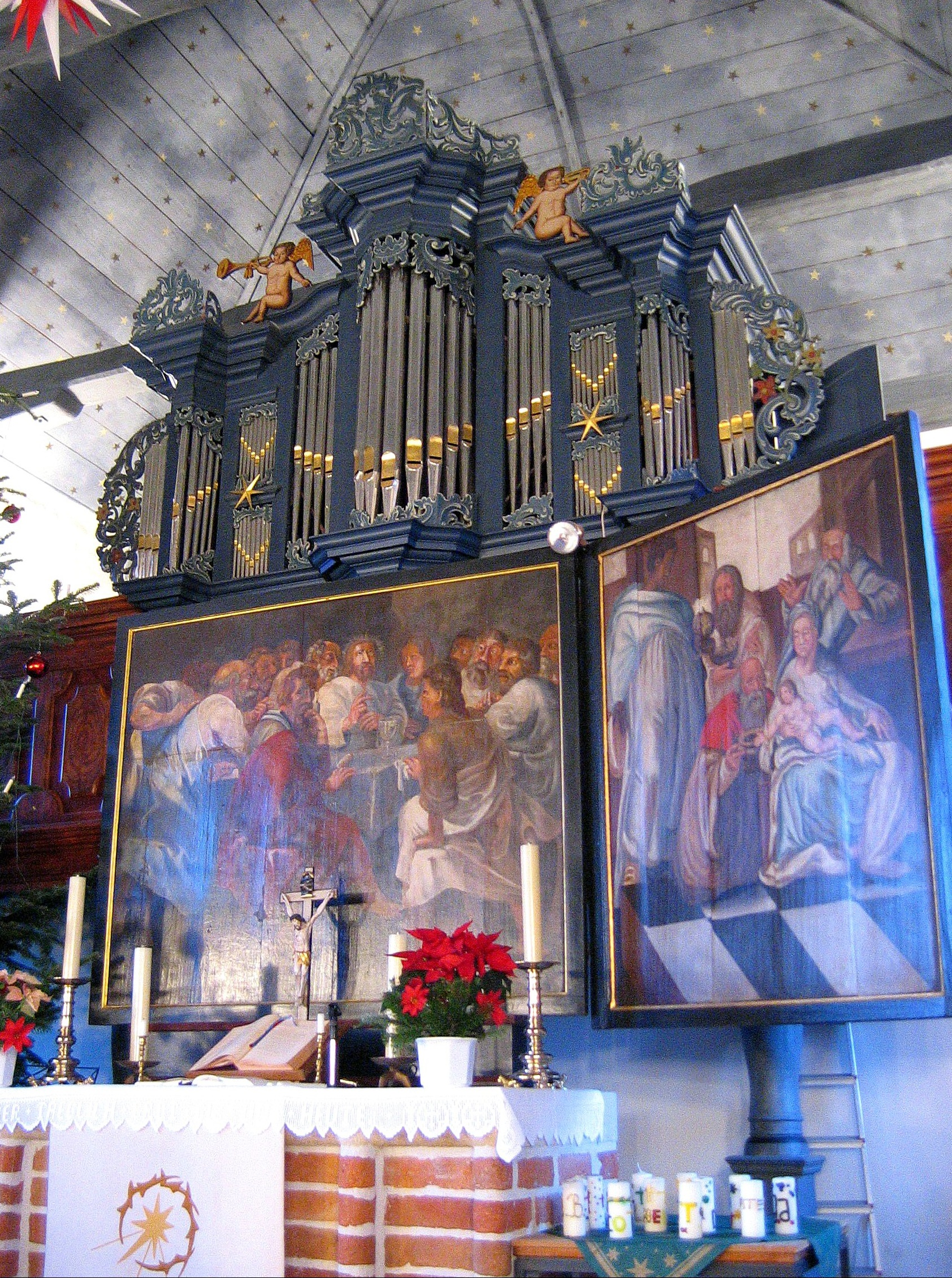
Müller-Orgel von 1775, hinter dem Flügelaltar von 1662

Die Orgel wurde von Hinrich Just Müller 1773 bis 1775 mit acht Registern auf einem Manual und angehängtem Pedal geschaffen und ähnelt von der Konzeption stark seinem Werk in Holtrop. Das Brüstungsinstrument basiert aufgrund der niedrigen Decke auf einem Prinzipal 4′ und weist einen neunachsigen Prospekt auf. Seitlich befinden sich, umgeben vom Schleierwerk, drei stumme Pfeifenattrappen aus Holz, die mit Zinnfolie belegt sind. Die beiden Zungenstimmen mussten 1919/1920 entsprechend dem Zeitgeschmack Labialpfeifen weichen (P. Furtwängler & Hammer). 1951/1952 wurde die Balganlage durch Alfred Führer in anderer Form ersetzt. Seit 1952 steht das wertvolle Instrument unter Denkmalschutz. Die Orgelbaufirma Führer restaurierte das Instrument von 1980 bis 1982 und rekonstruierte die ursprüngliche Disposition. 1990 wurde im Zuge der Kirchenrenovierung die ursprüngliche Farbfassung wiederhergestellt. Die Orgel verfügt über folgende Disposition:
| Manual C–c3  |     |     |
| Principal    | 4′  | M   |
| Gedackt      | 8′  | M   |
| Rohr-Flöte   | 4′  | M   |
| Quinta       | 3′  | M   |
| Octav        | 2′  | M   |
| Mixtur IV    |     | M/R |
| Dulcian B/D  | 16′ | R   |
| Trompete B/D | 8′  | R   |
| Tremulant    |     | R   |
| Cymbelstern  |     | M   |

M = Müller (1773/1775)
R = Rekonstruktion Führer (1980/1982)
- Traktur:
  - Tontraktur: Mechanisch
  - Registertraktur: Mechanisch
- Windversorgung:
  - Keilbalg
  - Winddruck: 60 mmWS
- Stimmung:
  - 1⁄4 Ton über a1= 440 Hz
  - Wohltemperierte Stimmung